# Ubul (szereplő)

Ubul az első megjelenésekor.

Ubul – az eredeti angol változatban Odie – egy kitalált szereplő Jim Davis Garfield című képregényében. Ő is megjelent a Garfield és barátaiban, a két Garfield mozifilmben és 3 CGI filmben, valamint A Garfield-show CGI-s sorozatban.
Érdekesség, hogy a Garfield és barátai eredeti, 1994-es MTV-szinkronjában a magyar neve is Odie volt, míg az RTL által készített későbbi változatban Ubulra "változtatta nevét".
Ubul egy kedves, de kissé buta, sárga-prémes, barna fülű beagle (az első képsorokban még fekete füle volt), habár az élőszereplős Garfield-filmben a karaktert egy tacskó játszotta. A 2007. augusztus 26-i képsorban Garfield egy könyvben nézett utána Ubul fajának, a könyv szerint Ubul egy „fajtiszta bohóc”. Ubult általában lógó nyelvvel, bugyuta tekintettel és négy lábon ábrázolják, de a 2000-es évektől gyakrabban lehet két lábon látni, akárcsak Garfieldet. Ő Garfield „legjobb barátja” és egyben gyakori áldozata.

## Története
Amikor a Garfieldet először készítette Jim Davis, Ubul angol neve még Spot volt. Ezután ellátogatott Mort Walker karikaturistához megmutatni neki a képregényt, ekkor pedig Walker elmondta Davisnek, hogy: „Van már egy Spot nevű kutya”. Davis azt mondta: „Hoppá!” és megváltoztatta a nevet Odie-ra. Odie, illetve a magyar fordításban már Ubul, először 1978 augusztus 8-án szerepelt a történetben, ezt dátumot tartják a születésnapjának, ám erről csak egyszer emlékeztek meg, 1995-ben. Az eredeti képregény szerint Jon egy volt osztálytársától és szobatársától, Lymantől kapta, de Lyman eltűnt a sorozat után körülbelül öt évvel, s később egyszer tért vissza, Garfield tizedik születésnapján, egy képsorindító logóban. (Később A Garfield-show egyik epizódjában részletezték az eltűnése okait.) A Garfield kilenc élete című könyvben és a belőle készült televíziós filmben Ubult Jon vásárolta egy kisállatboltban, Garfield kilencedik születésnapjára, míg a mozifilmben Ubult (a film magyar változatában az eredeti nevét, az Odie-t használták) Jon fogadta el Liztől egy állatorvos központban.

## Beszéd
Ubul az egyetlen állat karakter a sorozatban, akinek nincs gondolatbuborékja, csak kutyahangokat ad ki, hiszen úgy ábrázolják, mint egy normál házi kutyát. Azért elég ritkán van gondolatbuboréka, pl. az 1980. június 15-i képregényben volt egy, amiben azt mondta: „Éhes vagyok”. Később a CGI-s filmekben is hallható volt beszéde. Emellett A Garfield-show pár részében is beszélt, pl. néha hallható volt lihegve az „Igen, igen”. A Kutya világ című részben amikor megérzik Herkulessel, Rotweillerrel és egy másik kutyával a füstöt, ő is mondta hogy: „Tűz van”.

## A Garfielddal való kapcsolat
Garfield a megérkezése óta utálja Ubult, azt a napot feketével jelölte a naptárában. Legjobban hosszú lógó nyelve zavarja, ami gyakran árvizeket okoz a házban. Mivel Ubul iszonyatosan buta, Garfield gyakran használja ki a saját dolgainak eléréséhez. Ellenben kedveli is, mivel már megszokta jelenlétét, és a barátjának tekinti. Az Itt jön Garfield című első rajzfilmben amikor Ubult elvitte a sintér, Garfieldnak egy idő után  hiányozni kezdett, és elment a megmentésére, de sajnos ő is fogságba esett. Sőt, amikor megtudta, hogy másnap elaltatják, még egy könnycsepp is megjelent az arcán. De aztán sikeresen megszöktek.

## Fordítás
Ez a szócikk részben vagy egészben  az   Odie című angol Wikipédia-szócikk ezen változatának fordításán alapul.  Az eredeti cikk szerkesztőit annak laptörténete sorolja fel. Ez a jelzés csupán a megfogalmazás eredetét és a szerzői jogokat jelzi, nem szolgál a cikkben szereplő információk forrásmegjelöléseként.